# Pselaphomyia nigripennis
Pselaphomyia nigripennis är en tvåvingeart som först beskrevs av Jacques-Marie-Frangile Bigot 1887.  Pselaphomyia nigripennis ingår i släktet Pselaphomyia och familjen vapenflugor. Inga underarter finns listade i Catalogue of Life.